# Rebellion (Miniserie)
Rebellion ist eine Historienserie des irischen Dramatikers Colin Teevan. Die im Jahr 2016 erschienene fünfteilige Miniserie erzählt mit größtenteils fiktiven Charakteren vom irischen Osteraufstand im Jahr 1916.
Im Jahr 2019 erschien mit der fünfteiligen Miniserie Resistance, die sich mit dem Irischen Unabhängigkeitskrieg auseinandersetzt, ein Sequel zu Rebellion. Die fünf Teile von Resistance werden auch als Staffel 2 bzw. Folgen 6 – 10 von Rebellion bezeichnet.

## Handlung
Das Gedenkdrama beginnt mit dem Ausbruch des Ersten Weltkriegs. Als die Erwartungen an einen kurzen und glorreichen Feldzug enttäuscht werden, schwindet die soziale Stabilität und der irische Nationalismus rückt in den Vordergrund. Die folgenden turbulenten Ereignisse werden aus der Sicht einer Gruppe von Freunden aus Dublin, Belfast und London betrachtet, die in der Geschichte der Unabhängigkeit Irlands eine wichtige und widersprüchliche Rolle spielen.

## Produktion
Im Mai 2015 kündigte die Rundfunkanstalt RTÉ an, anlässlich des 100. Jahrestag des Aufstands von 1916 eine Dramaserie zu produzieren. Die Dreharbeiten fanden im Sommer 2015 in Dublin statt. Die Produktionskosten betrugen sechs Millionen Euro. Sie ist damit die teuerste Dramaserie von RTÉ.

## Episodenliste
| Nr. | Deutscher Titel      | Originaltitel | Erstveröffentlichung (Irland) | Deutschsprachige Erstveröffentlichung (D/A/CH) |
| --- | -------------------- | ------------- | ----------------------------- | ---------------------------------------------- |
| 1 | Jung und kampfbereit | Young Guns    | 3. Jan. 2016                  | 17. Juni 2016                                  |
| Während irische Nationalisten planen, die britische Herrschaft zu stürzen, gehen die Freundinnen May, Frances und Elizabeth getrennte Wege, um ihren Beitrag zu leisten. |                      |               |                               |                                                |
| 2 | Zu den Waffen        | To Arms       | 10. Jan. 2016                 | 17. Juni 2016                                  |
| Am Ostermontag starten einige Hundert Rebellen ihren Angriff, wobei sie die Behörden überraschen und die Urlauber in Dublin überraschen. Liebhaber stehen sich gegenüber, Freunde gegen Freunde und Bruder gegen Bruder, während die Rebellion um sich greift.                                                                                    |                      |               |                               |                                                |
| 3 | Belagerung           | Under Siege   | 17. Jan. 2016                 | 17. Juni 2016                                  |
| Drei Tage nach Beginn der Belagerung streben die Rebellen nach internationaler Anerkennung für die Unabhängigkeit Irlands, doch die britischen Streitkräfte rücken näher. Elizabeth, Frances und Jimmy sind in die Aktion am GPO verwickelt. Unterdessen erschüttert die Familie Mahon eine Tragödie, als ihr kleiner Sohn Peter erschossen wird. |                      |               |                               |                                                |
| 4 | Kapitulation         | Surrender     | 24. Jan. 2016                 | 17. Juni 2016                                  |
| Angesichts der überwältigenden britischen Verstärkung ergeben sich die Rebellen. Es folgen schnelle Militärgerichtsverfahren und Hinrichtungen. |                      |               |                               |                                                |
| 5 | Die Abrechnung       | The Reckoning | 31. Jan. 2016                 | 17. Juni 2016                                  |
| Während sich der Staub der Rebellion legt, müssen sich May, Elizabeth und Frances mit den Konsequenzen ihres Handelns auseinandersetzen. |                      |               |                               |                                                |

## Rezeption
Laut Rotten Tomatoes unterschieden sich die Bewertungen der hauptberuflichen Kritiker von denen der Internetnutzer bzw. Hobbykritiker stark. Erstere vergaben im Durchschnitt ein 40 %-Urteil, während Letztere die Serie zu 84 % positiv bewerteten.
Die Irish Mirror erklärte, dass die Miniserie „dazu bestimmt“ war, „Kontroversen auszulösen“. Dr. Shane Kenna, Historikerin am Trinity College Dublin, kritisierte die Serie wegen ihres „schlechten ahistorischen Drehbuchs ohne pädagogischen Nutzen“. Zu den ahistorischen Elementen der Serie gehören Szenen, in denen Rebellen plündernde Zivilisten erschießen, die Darstellung der Slums Dublins, die in der Serie als einigermaßen komfortabel dargestellt werden und die Darstellung einer Szene, in der der Rebell Sean Connoly den Konstabler James O’Brien erschießt. James O’Brien gilt als das erste Todesopfer des Osteraufstands. Anders als in der Serie dargestellt, soll O’Brien laut Überlieferung der irischen Republikanerin Helena Molony versucht haben, nicht nur die Tore zur Dublin Castle zu schließen, sondern auch James O’Brien aufzuhalten, indem er unter anderem versuchte, nach dessen Waffe zu greifen.
Pat Stacey bewertete im Irish Independent den Dialog negativ: „Die Charaktere unterhielten sich nicht so sehr, sondern warfen ungeheuer gestelzte Textblöcke heraus, die einen Moment in der Luft hingen, bevor sie zu Boden fielen. [...] Es ist nicht die historische Genauigkeit, um die sich Rebellion Sorgen machen muss; es ist schlichter, altmodischer schlechter Text, verbunden mit einer düsteren, flachen Regie.“ Auf TheJournal.ie beklagte sich eine Kritikerin, dass zu viele der Nebenhandlungen und Charaktere belanglos seien.